# 伊阳郡
伊阳郡，中国古代的郡。
东魏武定初年置，治所在南陆浑县（后改名伏流县，在今河南省嵩县东北）。辖境相当今河南省伊河上游地区。隋朝开皇初年废。